# Telai
Telai is een historisch merk van motorfietsen.
De bedrijfsnaam was: Fabbrica Italiana Telai, Torino.
Telai was een Italiaanse frame-fabriek merk die van 1950 tot 1952 ook 50cc-tweetakt hulpmotoren produceerde. Ze dreven een fietsvoorwiel via een rol aan. Er is geen verband met de Telai rijwielfabriek van Ottavio Quadrio. Misschien is er wel een verband met het merk MFB, dat gebouwd werd door Telaimotor in Bologna. 